# Beogradski sindikat
Beogradski sindikat je popularni desetočlani hip hop sastav iz Beograda, Srbija.
Grupa je izdala tri albuma: BSSST...Tišinčina na početku 2002.,  Svi zajedno u 2005. i Diskretni heroji izašao 20. srpnja  2010. kao i singl Govedina (u rujnu 2002.), kontroverznu pjesmu protiv cijele srpske političke scene.
Član grupe, Škabo je izdao solo album Sam.
Grupa je osnovana 21. ožujka 1999., spajanjem Reda Zmaja i TUMZ-a zajedno s reperima MC Flexom i Šefom Sale. Novi članovi, Prota, i „DJ Ajron“pridružili su se 2005.

## Članovi grupe
1. Blaža,
2. Ogi,
3. Deda,
4. Darko,
5. Đolođolo,
6. Škabo,
7. Dajs,
8. MC Flex,
9. Shef Sale,
10. Prota,
11. DJ Ajron,

## Diskografija
- BSSST...Tišinčina (2002.)
- Govedina (single) (2002.)
- Svi zajedno (2005.)
- Diskretni heroji  (2010.)
- Sindikalno proleće (2023.)
- El Salvador (2025.)

## Vanjske poveznice
- Beogradski Sindikat  Arhivirana inačica izvorne stranice od 10. kolovoza 2014. (Wayback Machine)